# (2327) Gershberg
(2327) Gershberg est un astéroïde de la ceinture principale.

## Description
(2327) Gershberg est un astéroïde de la ceinture principale. Il fut découvert le 13 octobre 1969 à Naoutchnyï par Bella Bournacheva. Il présente une orbite caractérisée par un demi-grand axe de 2,37 UA, une excentricité de 0,13 et une inclinaison de 4,0° par rapport à l'écliptique.

## Compléments